# Athéisme positif et négatif

Description imagée des diverses formes d'athéismes d'après les concepts anglo-saxons décrivant athéisme fort (explicite) et athéisme faible (implicite)

L'athéisme négatif, également appelé athéisme faible et athéisme doux, est un type d'athéisme où une personne ne croit en l'existence d'aucune divinité mais n'affirme pas explicitement qu'il n'y en a pas. L'athéisme positif, également appelé athéisme fort et athéisme dur, est la forme d'athéisme qui affirme en outre qu'aucune divinité n'existe,,. 
Les termes «athéisme négatif» et «athéisme positif» ont été utilisés par Antony Flew en 1976 et sont apparus dans les écrits de George H. Smith et de Michael Martin depuis 1990. 

## Champ d'application
En raison de la flexibilité du terme dieu, il est possible qu'une personne puisse être un athée positif / fort en termes de certaines conceptions de Dieu, tout en restant un athée négatif / faible sur d'autres définitions. Par exemple, le Dieu du théisme classique est souvent considéré comme un être suprême personnel omnipotent, omniscient, omniprésent, soucieux des humains et des affaires humaines. On pourrait être un athée positif pour une telle divinité, tout en étant un athée négatif par rapport à une conception déiste de Dieu en rejetant la croyance en une telle divinité, mais sans affirmer explicitement qu'elle est fausse. 
L'athéisme positif et négatif est fréquemment utilisé par le philosophe George H. Smith comme synonyme des catégories moins connues de l'athéisme implicite et explicite. Les athées « positifs » affirment explicitement qu'il est faux que des divinités existent. Les athées « négatifs » affirment qu'ils ne croient pas qu'il existe des divinités, mais n'affirment pas explicitement qu'il est vrai qu'aucune divinité n'existe. Ceux qui ne croient pas qu'il existe de divinités, mais qui n'affirment pas une telle non-croyance, sont inclus parmi les athées implicites. Parmi les athées "implicites" figurent donc les suivants: les enfants et les adultes qui n'ont jamais entendu parler des divinités; des gens qui ont entendu parler de divinités mais qui n'ont jamais réfléchi à ce concept; et des agnostiques qui suspendent la croyance au sujet des divinités, mais ne rejettent pas une telle croyance. Tous les athées implicites sont inclus dans la catégorisation négative / faible,. 
Sous la classification de l'athéisme négatif, les agnostiques sont athées. La validité de cette catégorisation est cependant contestée et quelques athées éminents comme Richard Dawkins l'évitent. Dans Pour en finir avec Dieu, Dawkins décrit les personnes pour qui la probabilité de l'existence de Dieu est entre "très élevée" et "très faible" comme "agnostique" et réserve le terme "athée fort" à ceux qui prétendent savoir qu'il n'y a pas de Dieu. Il se catégorise comme un « athée de fait » mais pas comme un « athée fort » à cette échelle. Au sein de l'athéisme négatif, le philosophe Anthony Kenny fait une distinction supplémentaire entre les agnostiques, qui trouvent la revendication « Dieu existe » incertaine, et les non-cognitivistes théologiques, qui considèrent que tout discours sur les dieux est dénué de sens.

## Significations alternatives
Jacques Maritain a utilisé les expressions négatives / positives dès 1949, mais avec un sens différent et dans le contexte d'un apologiste strictement catholique.
Goparaju Ramachandra Rao (1902–1975), mieux connu sous son Surnom de Gora, était un réformateur social indien, militant anti-caste et athée. Il a proposé une philosophie qu'il a appelée «athéisme positif», qui traitait l'athéisme comme un mode de vie dans son livre de 1972, Athéisme positif.
De même, la communauté athée d'Austin (ACA) utilise le terme d'athéisme positif dans le sens de donner un visage positif à l'athéisme et de dissiper l'image fausse et négative de l'athéisme dépeinte par les religieux, en particulier dans les lieux de culte. Positive Atheism Magazine « voit l'athéisme comme une attitude positive et saine - beaucoup plus saine que toute approche théiste de la vie ».
Les agnostiques ne sont pas toujours de simples athées implicites. Par exemple, Philip Pullman, l'auteur anglais de la trilogie fantastique À la croisée des mondes, qui a l'athéisme comme thème principal, est un athée explicite, mais se décrit également comme techniquement agnostique.

## Voir également
- Antithéisme
- Ignosticisme